# فيرديناند تشاتلوش
الجنرال فيرديناند تشاتلوش (بالسلوفاكية: Ferdinand Čatloš) وُلد في 7 أكتوبر 1895 بقرية ليبتوفسكي بيتر، إقليم جيلينا، الإمبراطورية النمساوية المجرية وتوفي في 16 ديسمبر 1972 بمدينة مارتن (سلوفاكيا) التشيكوسلوفاكية، ضابط عسكري وسياسي سلوفاكي شغل منصب وزير الدفاع في حكومة الجمهورية السلوفاكية الأولى التابعة لألمانيا النازية كما شغل منصب قائد الجيش الميداني بيرنولاك خلال عملية غزو بولندا، ومع نهاية الحرب العالمية الثانية أُلقي القبض عليه وحُكم عليه بالسجن لثلاث سنوات حتى أُفرج عنه عام 1948 ليقضي بقية حياته في عمله كموظف عادي حتى وفاته عام 1972.

## وصلات خارجية
- مذكرات تشاتلوش من موقع Fronta.cz